# Cyclosa spirifera
Cyclosa spirifera là một loài nhện trong họ Araneidae.
Loài này thuộc chi Cyclosa. Cyclosa spirifera được Eugène Simon miêu tả năm 1889.